# Rõssa
Rõssa est un village de la paroisse de Võru, dans le comté de Võru, dans le sud-est de l'Estonie.
Sa population était de 33 habitants en 2011.
En 1992-2017 (jusqu'à la réforme administrative des gouvernements locaux estoniens), le village était situé dans le comté de Põlva, situé dans la paroisse d'Orava.
La gare d'Orava est située dans le village.
Le village d'Orava est également le centre local le plus proche, il est situé au sud-ouest du village de Rõssa. La rivière Mädajõgi coule à la frontière orientale du village, plusieurs marécages subsistent dans la partie ouest. Il y a une ancienne forteresse dans le coin nord-est du village de Rõssa.